# Hepzibah
Hepzibah ist ein Census-designated place (CDP) in Harrison County im US-Bundesstaat West Virginia. Die Volkszählung von 2020 erfasste 387 Einwohner. Der CDP wurde im Jahr 2010 vom Census definiert.

## Lage
Der Ort liegt bei den Koordinaten 39° 19' 51.08" Nord 80° 20' 2.50" West auf einer Höhe von 343 Metern über dem Meeresspiegel am West Fork River. Die 2,4 km² große Fläche des Gebietes hat laut United States Census Bureau keinen Anteil an Wasserfläche. Durch Hepzibah führen die hier zusammen verlaufenden U.S. Highway 19 und die West Virginia State Route WV-20.